# Asplenium clemensiae
Asplenium clemensiae är en svartbräkenväxtart som beskrevs av Edwin Bingham Copeland. Asplenium clemensiae ingår i släktet Asplenium och familjen Aspleniaceae. Inga underarter finns listade.